# Der Tod des Maßschneiders
Der Tod des Maßschneiders ist ein historischer Kriminalroman von Hilal Sezgin, der 1999 bei Hoffmann und Campe erstveröffentlicht wurde. Es handelt sich um die erste und bislang einzige eigenständige belletristische Buchveröffentlichung der später vor allem im journalistisch-publizistischen Bereich Bekanntheit erlangenden Autorin Sezgin.

## Inhalt
Der Roman spielt im Sommer 1885, als in Frankfurt der Schneider und gleichzeitig Stadtverordnete Karl Lübbe ermordet in den Wallanlagen aufgefunden wird. Der ursprünglich aus Berlin kommende Kommissar Staben glaubt nicht an das Rachemotiv, das seinen Frankfurter Kollegen so plausibel erscheint: sie machen einen sozialistischen Schneidergesellen Lübbes als für den Mord verantwortlich aus, weil dieser tags zuvor von seinem Arbeitgeber die Entlassung erhalten hat. Staben hat als „Preuße“, wie ihn seine Frankfurter Kollegen nennen, aber mit Vorurteilen zu kämpfen, die ihn an einer diesbezüglich fruchtbaren Zusammenarbeit mit seinen Kollegen hindern. Nur in der jüdischen Juristentochter Karoline Stern, die gerade versucht aus der ihr als höhere Tochter vorgezeichneten Lebensbahn auszubrechen, findet er eine Partnerin, mit der er aber eine Anzahl weiterer möglicher Tatmotive recherchieren kann, die sowohl das Stadtparlament als auch die Schneiderkonkurrenten am Ort in den Fokus der Ermittlungen bringen. Schließlich ist es aber auch Kommissar Zufall, der zur endgültigen Klärung des Mordes beiträgt.
Neben der Kriminalhandlung beschreibt Sezgin detailliert den gesellschaftlichen und politischen Umbruch des Zeitrahmens, in dem die Handlung spielt. Die Untersuchungen zum Mord an dem Schneidermeister lassen die jüdische Anwaltstochter „die Moral der Frankfurter Bürger in neuem Licht sehen. Auch die Bekanntschaft mit einigen Sozialdemokraten stellt ihr bisheriges Weltbild in Frage“.

## Rezeption
Das als historischer Roman einzuordnende Werk der damals noch völlig unbekannten Autorin rief dennoch ein gewisses Echo hervor. Das Hamburger Abendblatt rezensierte Der Tod des Maßschneiders als einen Kriminalroman, wie er „selten gelingt (...) so witzig und pfiffig“. Christoph Braendle bezeichnete das Werk in der Wiener Wochenzeitung Falter als „Krimi (...), der vergnügt und leichtfüßig daherkommt und so ganz nebenbei zeigt, in welchem Ausmaß die Gesellschaft sich seither verändert hat“. Tom Cheesman betrachtete den Roman in einem literaturwissenschaftlichen Essay (Juggling Burdens of Representation: Black, Red, Gold and Turquoise, 2006) zudem als Werk einer deutsch-türkischen Literatur.
2000, ein Jahr nach Erscheinen der broschierten Erstausgabe, veröffentlichte der Heyne Verlag eine Taschenbuchausgabe von Der Tod des Maßschneiders.

## Ausgaben
- Der Tod des Maßschneiders. Roman. Hoffmann und Campe, 1999 (EA), ISBN 978-3455103922
- Der Tod des Maßschneiders. Roman. Heyne, München 2000 (TB), ISBN 978-3453177178

## Einzelbelege
1. ↑  Hannelore M. Spence: 16th Annual Bibliography (Seite nicht mehr abrufbar, festgestellt im März 2019. Suche in Webarchiven)  Info: Der Link wurde automatisch als defekt markiert. Bitte prüfe den Link gemäß Anleitung und entferne dann diesen Hinweis., Max Kade Zentrum für deutschsprachige Gegenwartsliteratur, Frühling 2000
2. ↑  Christoph Braendle in Falter : Wien 49/1999 vom 8. Dezember 1999, Seite 66
3. ↑  German Life and Letters
Volume 59 Issue 4, Pages 471 – 487, 2006